# Davide Paniate
Davide Paniate (Genova, 18 gennaio 1969) è un attore e comico italiano.

## Biografia
Si laurea in farmacia e trova il primo impiego come informatore scientifico per una multinazionale britannica; comincia a lavorare a teatro nel 1999 a Genova. Inizia la sua carriera televisiva a Zelig e a Zelig Off insieme ad Andrea Santonastaso, col quale conduce il Saturday Night Live from Milano e partecipa a diversi programmi televisivi come Sformat, Comedy Lab e Call Center.

## Filmografia

### Cinema
- L'Inizio. Dalla Fine di Roberto Contini e Livio Parietti (2009)
- Mi fido di te, di Massimo Venier (2007)
- Fortezza Bastiani, di Michele Mellara e Alessandro Rossi (2002)
- Tandem, di Lucio Pellegrini, con Luca & Paolo e Luciana Littizzetto (2000)

### Televisione
- Terraluna (2000)
- Comedy Lab (2004)
- Sformat (2004)
- Love Bugs 2 (2004-2005)
- Call Center, sit com (2005)
- Saturday Night Live from Milano, (2006-2009)
- Sottopeso, sit com (2006)
- Via Verdi 49, sit com (2006)
- "Camera Café", sitcom (2008)
- Zelig (2003, 2011)
- Zelig Off (2003, 2012 - 2013)
- ExtraShow (Mediaset Extra, 2013)
- Zelig 1 (2013)
- Zelig Lab (2024)

## Radio
- 2002-2003 Sottovuoto (Radio Kiss Kiss)
- 2007 On ze Road (Discoradio)